# Korea Północna na Letnich Igrzyskach Olimpijskich Młodzieży 2010
Koreę Północną na Letnich Igrzyskach Olimpijskich Młodzieży w Singapurze w 2010 reprezentować będzie 2 sportowców w 1 konkurencji.

## Tenis stołowy
- Kim Kwang-song
- Kim Song-i